# Francis de Bourguignon
Pour les articles homonymes, voir Bourguignon.
Francis de Bourguignon, né à Bruxelles le 29 mai 1890 et mort dans cette ville le 11 avril 1961, est un compositeur, professeur de musique et critique musical belge.

## Biographie
Francis de Bourguignon entre au Conservatoire royal de Bruxelles en 1900, où il suit notamment les cours de piano d'Arthur De Greef.

## Sources
- Grove Music Online (http://www.grovemusic.com), 6 juillet 2004